# ألفرد هنري جاكوبس
ألفرد هنري جاكوبس (بالإنجليزية: Alfred Henry Jacobs)‏ هو طبيب ومهندس معماري أمريكي، ولد في 1882، وتوفي في 14 ديسمبر 1954.